# Spoorlijn Lünen - Münster
De spoorlijn Lünen - Münster is een Duitse spoorlijn en is als spoorlijn 2000 onder beheer van DB Netze.

## Geschiedenis
De lijn werd door de Deutsche Reichsbahn geopend op 18 oktober 1928.

## Treindiensten
De Deutsche Bahn verzorgt het personenvervoer op dit traject met ICE en IC treinen. Eurobahn verzorgt het personenvervoer met RB treinen.
| Serie    | Treinsoort                        | Route | Bijzonderheden |
| -------- | --------------------------------- | --- | --- |
| ICE 31   | InterCityExpress (DB Fernverkehr) | Hamburg-Altona – Hamburg Dammtor – Hamburg Hbf – Hamburg-Harburg – Bremen Hbf – Osnabrück Hbf – Münster Hbf – Dortmund Hbf – Hagen Hbf – Wuppertal Hbf – Solingen Hbf – Köln Hbf – Bonn Hbf – Koblenz Hbf – Bingen (Rhein) Hbf – Mainz Hbf – Frankfurt (Main) Flughafen Fernbahnhof – Frankfurt (Main) Hbf – Hanau Hbf – Würzburg Hbf – Nürnberg Hbf – Ingolstadt Hbf – München Hbf | Elk uur tussen Hamburg en Frankfurt. Éénmaal per twee uur tussen Frankfurt en Nürnberg. Enkele treinen door tot München.        |
| ICE 42   | InterCityExpress (DB Fernverkehr) | Münster (Westf) Hbf – Dortmund Hbf – Bochum Hbf – Essen Hbf – Duisburg Hbf – Düsseldorf Hbf – Köln Hbf – Siegburg/Bonn – Montabaur – Limburg Süd – Frankfurt (Main) Flughafen Fernbahnhof – Mannheim Hbf – Stuttgart Hbf – Ulm Hbf – Augsburg Hbf – München-Pasing – München Hbf | Eenmaal per twee uur tussen Dortmund en München.                                                                                |
| ICE 91   | InterCityExpress (DB Fernverkehr) | [ Hamburg-Altona – Hamburg Dammtor – Hamburg Hbf – Hamburg-Harburg – Hannover Hbf – Kassel-Wilhelmshöhe – Fulda ] / [ [ Hamburg Hbf – Hamburg-Harburg – Bremen Hbf – Osnabrück Hbf – Münster (Westf) Hbf – Dortmund Hbf – Hagen Hbf – Wuppertal Hbf – Solingen Hbf ] / [ Dortmund Hbf – Bochum Hbf – Essen Hbf – Duisburg Hbf – Düsseldorf Hbf ] – Köln Hbf – Bonn Hbf – Koblenz Hbf – Mainz Hbf – Frankfurt (Main) Flughafen Fernbahnhof – Frankfurt (Main) Hbf – Hanau Hbf ] – Würzburg Hbf – Nürnberg Hbf – Regensburg Hbf – Plattling – Passau Hbf – Wels Hbf – Linz Hbf – St. Pölten Hbf – Wien Meidling – Wien Hbf – Flughafen Wien-Schwechat | Rijdt elke twee uur tussen Frankfurt en Wenen. Enkele treinen vanaf Hamburg via Dortmund. Één trein vanaf Hamburg via Hannover. |
| IC/EC 30 | Intercity (DB Fernverkehr)        | [ [ Westerland (Sylt) – Husum ] / [ Hamburg-Altona ] – Hamburg Dammtor ] / [ Ostseebad Binz – Stralsund Hbf – Rostock Hbf – Bützow – Bad Kleinen – Schwerin Hbf ] – Hamburg Hbf – Hamburg-Harburg – Bremen Hbf – Osnabrück Hbf – Münster Hbf – Dortmund Hbf – Bochum Hbf – Essen Hbf – Duisburg Hbf – Düsseldorf Hbf – Köln Hbf – Bonn Hbf – Remagen – Andernach – Koblenz Hbf – Mainz Hbf – Mannheim Hbf – [ Heidelberg Hbf – Vaihingen (Enz) – Stuttgart Hbf ] / [ Karlsruhe Hbf – Baden-Baden – Freiburg (Breisgau) Hbf – Basel Bad Bf – Basel SBB – Zürich Hbf – Sargans – Landquart – Chur ]                                                   | Enkele treinen vanaf Binz en Westerland tot Stuttgart.                                                                          |
| IC 31    | Intercity (DB Fernverkehr)        | [ [ Kiel Hbf – Neumünster ] / [ Hamburg-Altona ] – Hamburg Dammtor ] / [ Fehmarn-Burg – Oldenburg (Holst) – Lübeck Hbf ] – Hamburg Hbf – Hamburg-Harburg – Bremen Hbf – Osnabrück Hbf – Münster Hbf – Dortmund Hbf – Hagen Hbf – Wuppertal Hbf – Solingen Hbf – Köln Hbf – Bonn Hbf – Remagen – Andernach – Koblenz Hbf – Boppard Hbf – Bingen (Rhein) Hbf – Mainz Hbf – Frankfurt (Main) Flughafen Fernbahnhof – Frankfurt (Main) Hbf – Hanau Hbf – Würzburg Hbf – Nürnberg Hbf – Regensburg Hbf – Plattling – Passau Hbf | Twee treinen per dag per richting. 's Zomers één trein vanaf Fehmarn.                                                           |
| RB 50    | Regionalbahn (Eurobahn)           | Münster (Westf) Hbf – Ascheberg (Westf) – Lünen Hbf – Dortmund Hbf | Der Lüner |

## Aansluitingen
In de volgende plaatsen is of was er een aansluiting op de volgende spoorlijnen:
Lünen Hauptbahnhof
DB 2100, spoorlijn tussen Dortmund en Gronau
DB 2900, spoorlijn tussen Lünen Süd en Lünen Hauptbahnhof
Münster (Westf) Hauptbahnhof
DB 2013, spoorlijn tussen Münster en Rheda-Wiedenbrück
DB 2200, spoorlijn tussen Wanne-Eickel en Hamburg
DB 2265, spoorlijn tussen Empel-Rees en Münster
DB 2931, spoorlijn tussen Hamm en Emden
DB 9213, spoorlijn tussen Neubeckum en Münster